# Ballota frutescens
Ballota frutescens là một loài thực vật có hoa trong họ Hoa môi. Loài này được (L.) Woods mô tả khoa học đầu tiên năm 1850.